# Cupola

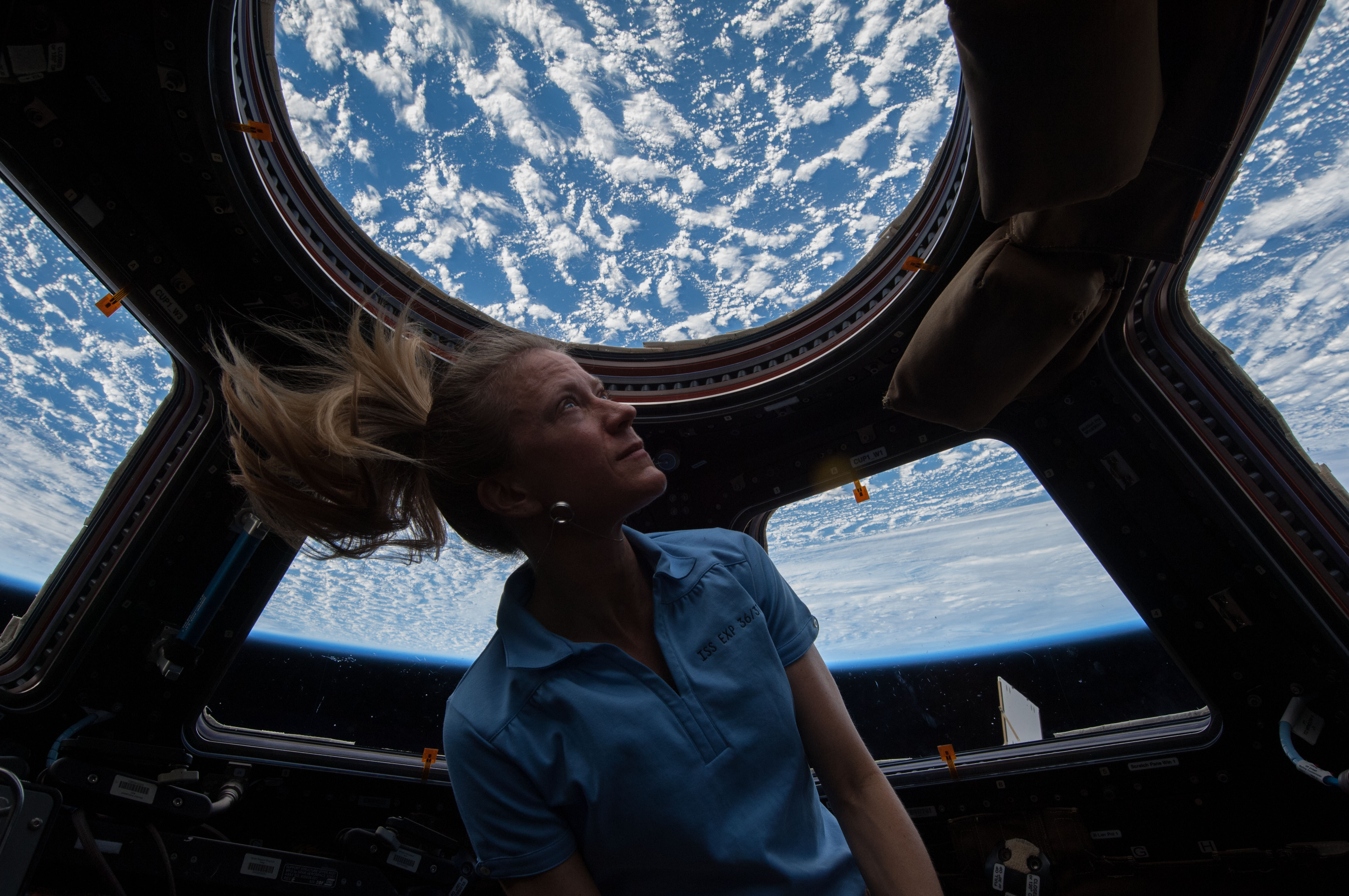
Zicht op Aarde vanuit de Cupola

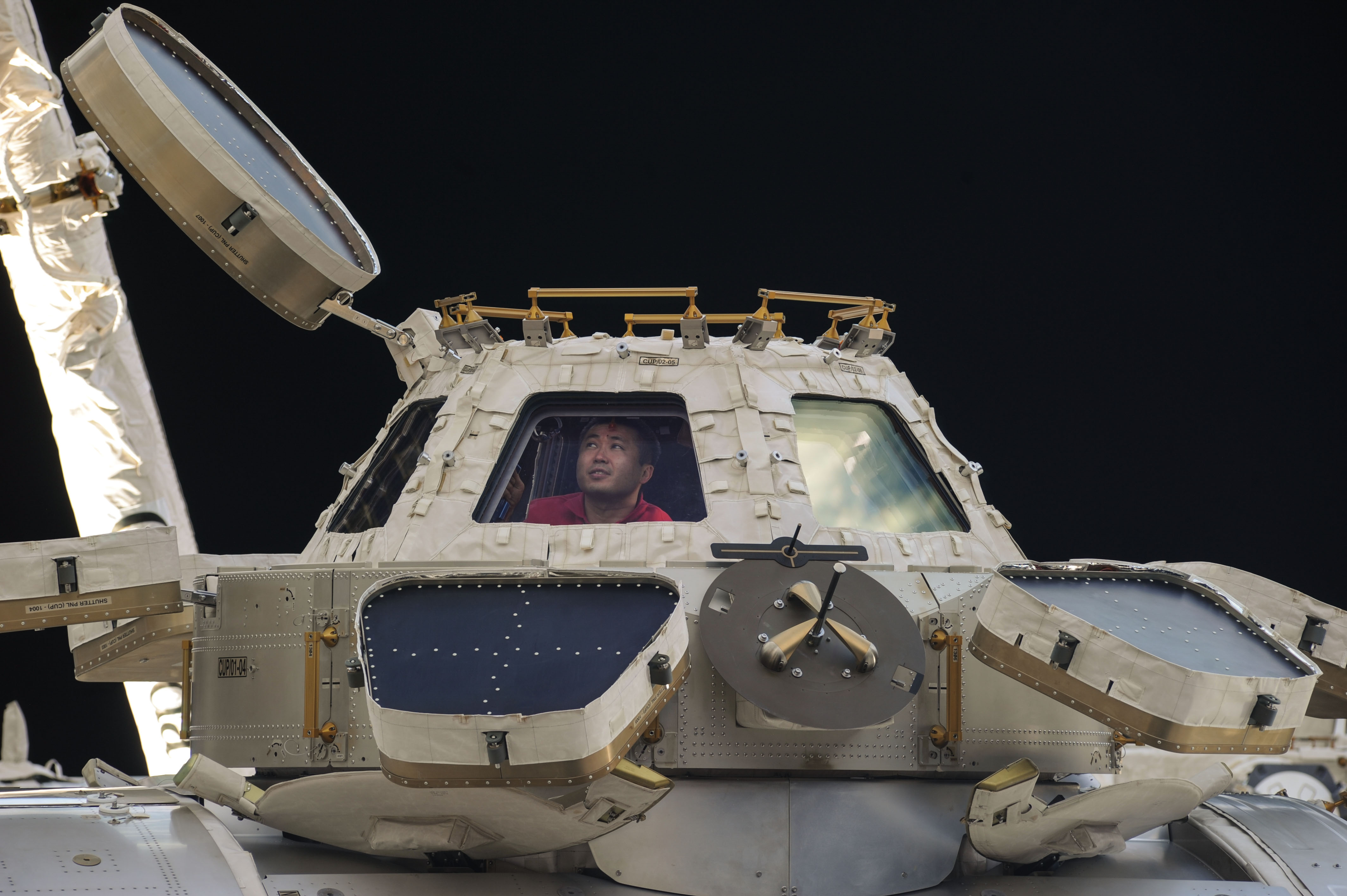
Zicht op de Cupola van buiten het ISS

De Cupola is een observatieonderdeel van het internationaal ruimtestation ISS. Het zorgt ervoor dat men verschillende werkzaamheden aan de buitenkant van het ISS kan zien en controleren.
De Cupola-module werd gebouwd door de Europese Ruimtevaartorganisatie en samen met Node-3 aan boord van STS-130 gelanceerd. Deze vlucht vond plaats op 8 februari 2010.

## Specificaties
- Hoogte: 1,5 m
- Diameter: 2,95 m
- Massa: 1880 kg